# ریچارد ویلبر

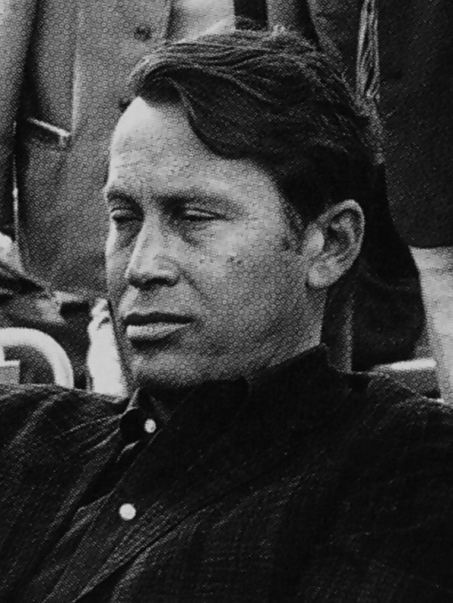
Richard Wilbur (1964)

ریچارد ویلبر (انگلیسی: Richard Wilbur؛ زادهٔ ۱ مارس ۱۹۲۱ - درگذشته ۱۴ اکتبر ۲۰۱۷) یک شاعر، پدیدآور و مترجم اهل ایالات متحده آمریکا است.
وی برنده جوایزی همچون کمک هزینه گوگنهایم شده‌است.